# Carl Bosch
Pour les articles homonymes, voir Bosch.
Carl Bosch, né le 27 août 1874 à Cologne, Empire allemand et mort le 26 avril 1940 à Heidelberg, Allemagne, est un ingénieur et chimiste allemand. Il est surtout connu pour avoir supervisé la première industrialisation du procédé Haber et dirigé IG Farben.

## Biographie
Carl Bosch fait ses études à l'université technique de Charlottenburg (aujourd'hui université technique de Berlin), puis à l'université de Leipzig de 1892 à 1898.
En 1899, il commence à travailler au sein de BASF. De 1908 à 1913, il industrialise le procédé Haber en collaboration avec Fritz Haber. À cause de son apport déterminant, le procédé industriel est aussi appelé « procédé Haber-Bosch ».
Après la Première Guerre mondiale, il travaille sur le pétrole et la synthèse de méthanol par chimie à haute pression.
En 1919, il obtient la médaille Liebig.
En 1921, il donne un montant substantiel pour l'érection d'un institut de recherche à Potsdam pour étudier les raies spectrales de la lumière. Le bâtiment, de facture moderne pour l'époque, sera appelé « Tour Einstein ».

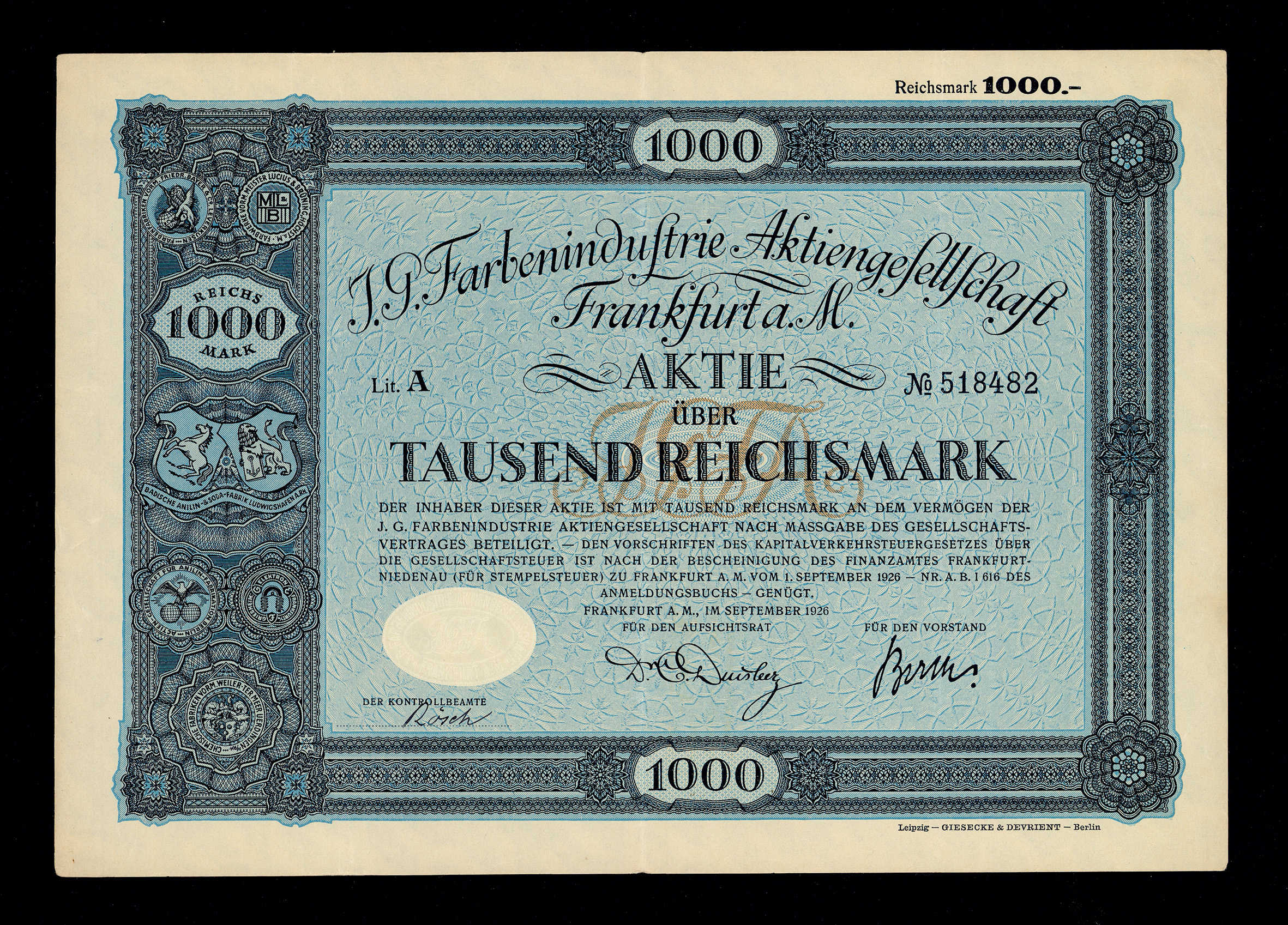
Action d`'IG Farbenindustrie AG en date du september 1926; signee par Carl Bosch

En 1925, Bosch est l'un des fondateurs d'IG Farben,, dont il deviendra président du conseil de direction à partir de 1935.

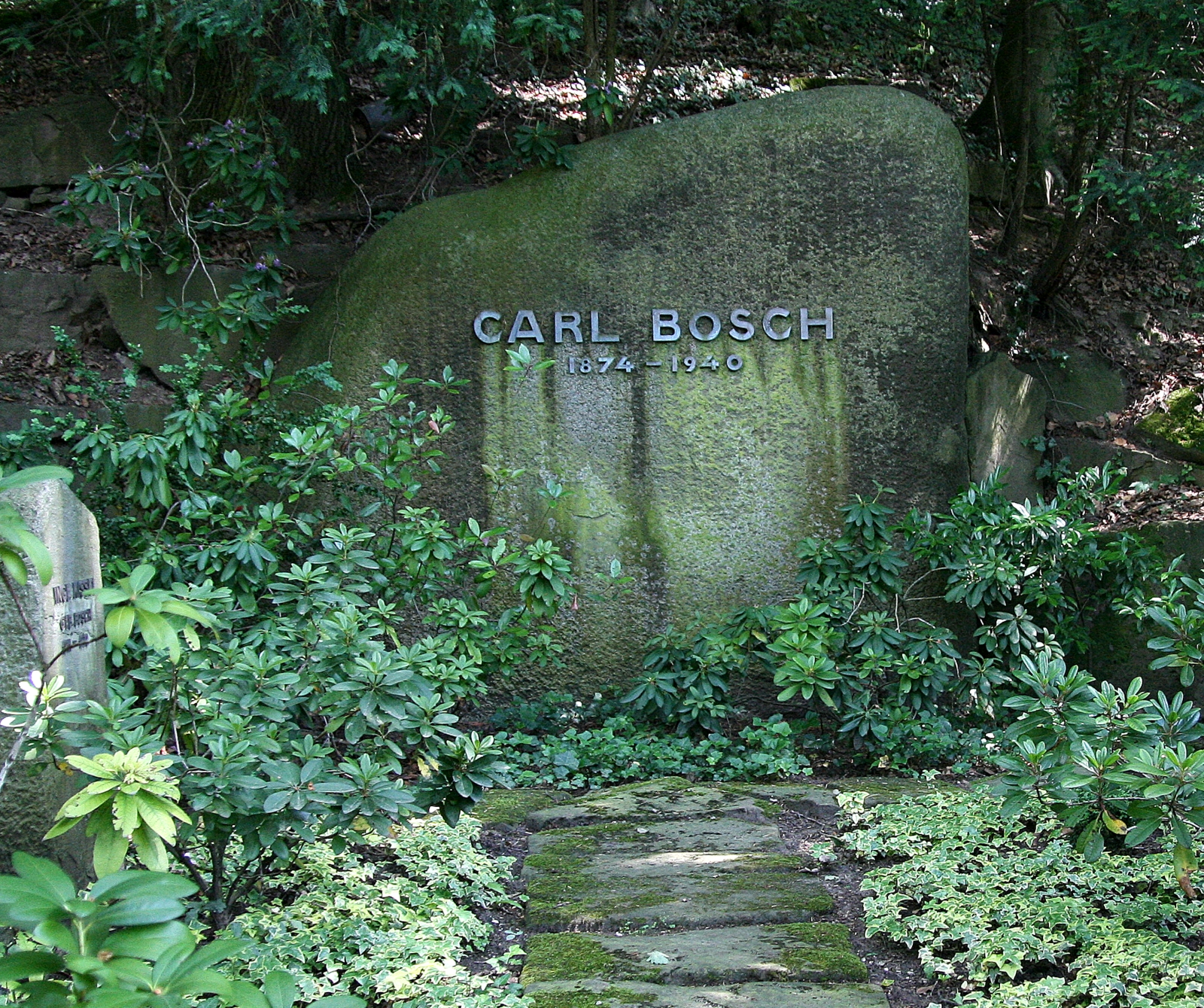
Pierre tombale à Heidelberg.

En 1931, il est co-lauréat avec Friedrich Bergius du prix Nobel de chimie « en reconnaissance de leurs contributions à l'invention et au développement de méthodes chimiques à haute pression ».
Il dirige le Kaiser Wilhelm Institut de physique de 1936 à 1940.
Il est le neveu de Robert Bosch, fondateur de Robert Bosch GmbH.